# Dressing
Dressing är en slags sås som bland annat används till sallader och även till exempelvis hamburgare och skaldjur. Från början avsåg ordet dressing enbart salladssåser baserade på majonnäs. En annan typ av dressing är vinägrett med olja och vinäger som bas.

## Salladsdressing

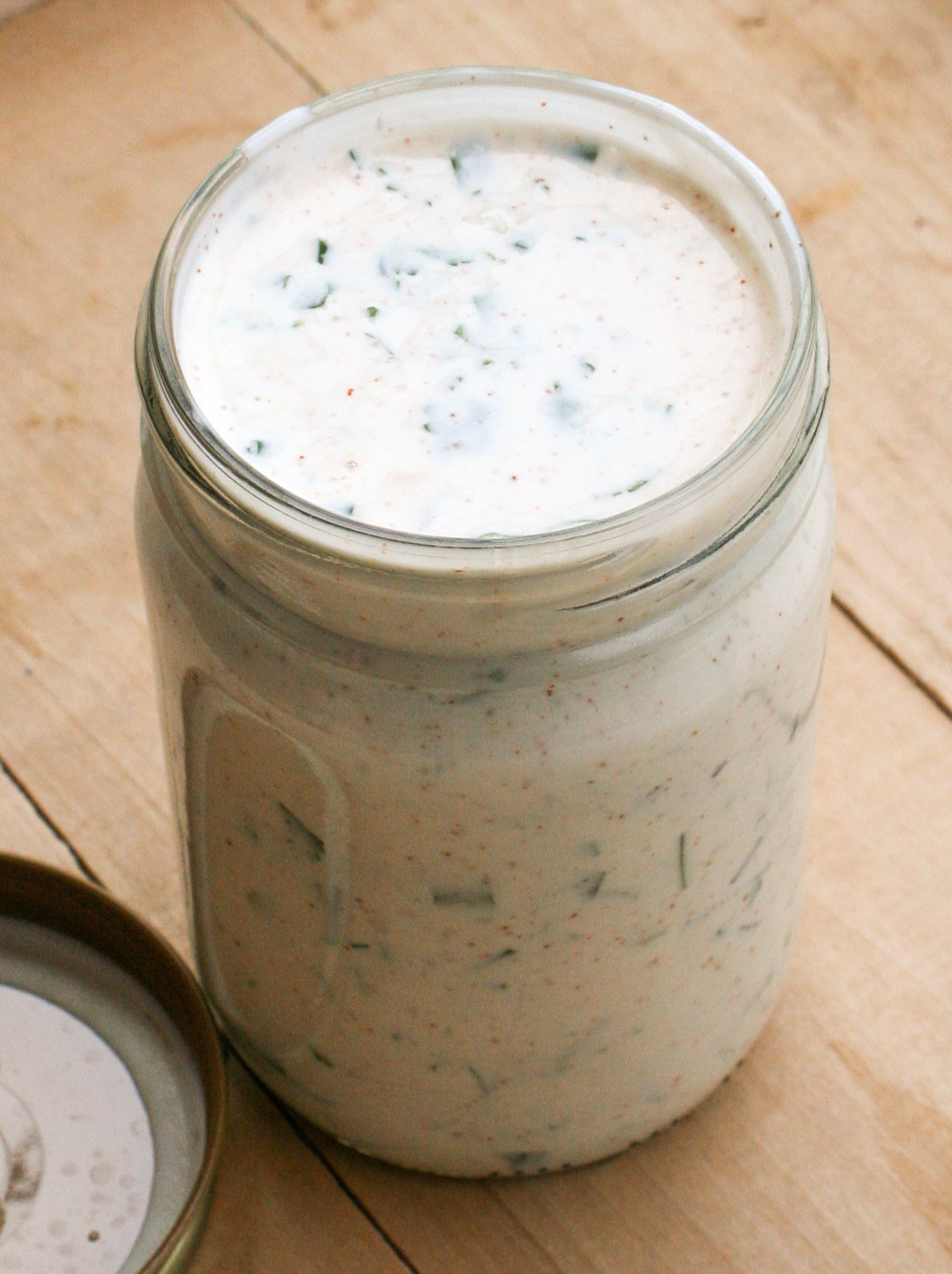
År 2010 var ranchdressingen den mest populära dressingen i USA. Den amerikanska ranchdressingen skiljer sig från den svenska.

Den sås som används för att smaksätta en sallad kallas för salladsdressing. I regel består en salladsdressing antingen av en vinägrett eller en krämigare typ av dressing baserad på majonnäs eller mejeriprodukter. En vinägrett är en emulsion av olja och vinäger som smaksätts med olika ingredienser, så som kryddor och örter. En undersökning av salladsdressingar i amerikanska restauranger visade år 2010 att de tre mest populära dressingarna var ranchdressing, vinägrett och caesardressing.

## Exempel på dressingar
Det finns många typer av dressing, varav några listas nedan.
- Ranchdressing finns i många olika varianter. I Nordamerika är ranch ofta smaksatt med vitlök, lök, senap, örter och kryddor. I Sverige är den ofta smaksatt med tomat, lök, örter, paprika och ost.[6]
- Rhode Island-dressing eller Rhode Island-sås är en svensk dressing baserad på majonnäs, gräddfil och chilisås av ketchuptyp. Den finns i många varianter och originalet skapades av Tore Wretman.[7] Trots namnet har den ingen direkt anknytning till den amerikanska delstaten Rhode Island.[8] Ursprungligen serverades den till hummer, men Wretman tyckte att den fungerade lika bra till räkor.[9]
- Russian-dressing är en nordamerikansk dressing som baseras på majonnäs och smaksätts med ketchup, hackad inlagd gurka, citronsaft, lökpulver, Worcestershiresås och riven pepparrot.[10]
- Blue cheese-dressing gjord av blåmögelost.
- Currydressing är en dressing med kryddblandningen curry.
- Vitlöksdressing är en dressing med någon form av vitlök.
- Orientdressing är en dressing som bland annat innehåller vitlök, chili och gurka. Åtminstone sedan 2010-talet är den särskilt vanlig till snabbmat i Norrbotten.[11][12]